# ヴュ
『ヴュ』（Vu）は、1928年にリュシアン・ヴォージェルによって創刊されたフランスのグラフ雑誌である。
1928年3月（第1号、1928年3月21日号）から1940年5月（638号、1940年6月5日号）まで週刊で刊行されており、別冊、特別号等も含めて650冊程度が刊行された。『ライフ』誌と並んで、成功を収めたグラフ雑誌としてはもっとも初期のものである。「文章で説明し、写真で証明する」という編集方針により、写真を多用した。
『ヴュ』を創刊したリュシアン・ヴォーゲルは写真家でもあり、『ヴュ』誌創刊前に、ファッション雑誌『ガゼット・デュ・ボン・トン（Gazette du bon ton）』 (1912-1925) を刊行していた。
『ヴュ』誌には、アレクサンダー・リーバーマン（1912-1999、1932年からアート・ディレクター）やアドルフ・ムーロン・カッサンドル（グラフィックデザイン）も参加した。VUのロゴは、カッサンドルの手によるものである。
写真では、ロバート・キャパの代表作《崩れ落ちる兵士》が最初に『ヴュ』誌に掲載されたり（1936年）と世の注目を受ける作品も多く、社会に対する影響力も大きかった。また、表紙に積極的にフォトモンタージュを使用したことでも知られる。
キャパのほか、ブラッシャイ、エリ・ロタール、マン・レイ、ジェルメーヌ・クルル、ケルテース・アンドル、アンリ・カルティエ＝ブレッソン、ドラ・マールら多くの独立写真家が参加した。